# Atreucó (departamento)

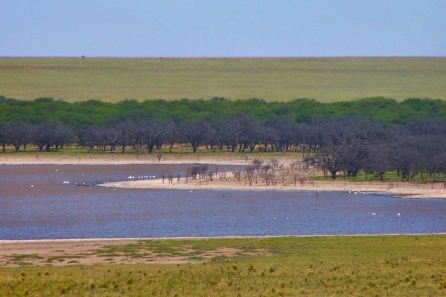
Atreuco, La Pampa, Argentina

Atreucó é um departamento da Argentina, localizada na província de La Pampa.